# 马尼拉北部公墓
马尼拉北部公墓（英語：Manila North Cemetery；西班牙语：Cementerio del Norte）是菲律宾马尼拉都会区最古老的公墓之一，由马尼拉市政局管辖。面积54公顷，是该国都会区最大的公墓之一。它位于博尼法西奥大道，临近另外两个重要公墓：拉洛马公墓（La Loma Cemetery）和华侨义山。值得注意的是，大量的贫困家庭在该公墓里生活。

## 历史
马尼拉北部公墓曾是拉洛马公墓的一部分，但后来作为天主教的葬场而被划分出去，并于1904年建成。它是许多菲律宾名人的安寝之地，安葬着如总统曼努埃尔·罗哈斯等人。
该公墓历史长久，保留了菲律宾不同时期流行的建筑风格，从纯粹的只用一些绿色植物着色的风格，到使用多种色彩且难以雕刻的浮雕等复杂的风格，可谓是应有尽有。

## 现状
由于空间越来越少，许多坟墓都叠加在一起了。
许多人住在这里面，他们充当看护人员并借此为生。当死者的家人或墓主人来临时（尤其是诸灵节期间），这些“非正式住户”便转移到其他地方。此外，他们还常常充当非正式的导游，带领游客参观名人的陵墓并讲述此地的历史。其他人则利用圣灵节日时大批的游客资源来赚钱，他们搭起摊子卖饮料和零食，还提供诸如出租厕所等的服务。